# Resolució 1376 del Consell de Seguretat de les Nacions Unides
La Resolució 1376 del Consell de Seguretat de les Nacions Unides fou adoptada per unanimitat el 4 de novembre de 2001. Després de recordar totes les resolucions anteriors sobre la situació a la República Democràtica del Congo, el Consell va donar suport a la tercera fase del desplegament de la Missió de les Nacions Unides a la República Democràtica de Congo (MONUC).

## Resolució

### Observacions
En el preàmbul de la resolució, es va recordar a tots els països contra l'ús de la força contra un altre país. Es va reafirmar la sobirania], la integritat territorial i la independència de la República Democràtica del Congo, inclosos els seus recursos naturals.

### Actes
El Consell de Seguretat va observar que generalment totes les parts havien respectat l'Acord d'alto el foc de Lusaka, però continuava preocupat per les contínues hostilitats a l'est del país. Va donar la benvinguda a la retirada de les forces de Namíbia com un pas positiu cap a la retirada de totes les forces estrangeres, i va sol·licitar la sortida dels contingents restants d'acord amb la Resolució 1304 (2000). El Consell va exigir la desmilitarització completa de Kisangani ocupada pel RCD-Goma i va donar la benvinguda al desplegament del personal de la MONUC a la ciutat amb finalitats de formació policial.
La resolució va donar suport al diàleg entre els partits congolesos i al mateix temps va expressar la seva preocupació per les violacions dels drets humans, la situació humanitària i les dificultats econòmiques i va condemnar l'explotació il·legal dels recursos naturals a la República Democràtica del Congo. També va subratllar les connexions entre el procés de pau al país amb el procés a Burundi, on s'havia avançat.
El Consell de Seguretat va donar suport a la tercera fase del desplegament de la MONUC, particularment a l'est del país, incloses Kisangani i Kindu. Va afirmar que la implementació requeria els següents passos:
(a) transferència d'informació necessària per planificar el suport de la MONUC per a la retirada total de tropes estrangeres a la República Democràtica del Congo d'acord amb la Resolució 1355 (2001);
(b) transmetre la informació necessària per planificar el paper de la MONUC en el procés de desarmament, desmobilització, programa de repatriació, reassentament i reintegració (DDRRR) per a grups armats;
(c) establir un diàleg entre els governs de la República Democràtica del Congo i Ruanda sobre mesures de confiança i mecanismes de coordinació;
(d) establir condicions propícies per al DDRRR voluntari dels membres de grups armats;
(e) desmilitaritzar Kisangani;
(f) restaurar la llibertat de moviment de persones i mercaderies entre Kisangani i la capital Kinshasa;
(g) cooperació plena de totes les parts amb la MONUC.